# SHOPLIST
SHOPLIST（ショップリスト）とは、CROOZ SHOPLIST株式会社が運営するファストファッション通販サイトである。正式名称は『SHOPLIST.com by CROOZ』。

## 概要
2012年7月にインターネットサイトでサービスを開始し、レディース、メンズとキッズ向けのファストファッションを中心としたアパレル商品を提供する。
2015年5月にスマートフォン向けアプリの提供を開始し、スマートフォン上で商品を閲覧・購入することができるようになる。

## テレビCM
- 2014年10月 - ファッションモデルの今井華と元キックボクサーの宮城大樹を起用して放映開始[1]。
- 2015年6月 - ファッションモデルの道端ジェシカを起用して放映開始[3]。
- 2018年7月 - 乃木坂46の白石麻衣を起用して放映開始[4]。